# Diego de Silva y Mendoza
Diego de Silva y Mendoza (Real Alcázar, Madrid, diciembre de 1564-ibíd., 15 de junio de 1630), conocido como VII.º conde de Salinas y de Ribadeo (como consorte iure uxoris), III duque de Francavilla y primer marqués de Alenquer, fue un poeta y político español del Siglo de Oro.

## Biografía
Hijo de Ruy Gómez de Silva y de Ana de Mendoza de la Cerda, príncipes de Éboli, fue su segundo hijo varón. Su madre le favoreció frente al primogénito Rodrigo, intentando casarle con la rica heredera Luisa de Cárdenas Carrillo y Albornoz, pero la unión se anuló en 1590 a causa del tremendo carácter de esta mujer; su madre procuró asimismo que heredara de su abuelo el ducado italiano de Francavilla. Sin embargo, se conoce a Diego más como conde consorte de Salinas al casarse con Ana Sarmiento Villandrando de Villandrando en 1591. Tras morir su mujer hacia 1595, volvió a casarse en 1599 con su cuñada Marina Sarmiento, muerta también en 1600. El hijo de ambos, Rodrigo Sarmiento Villandrando de Silva, sería el octavo conde de Salinas y futuro duque consorte de Híjar, el que se sublevó en Aragón contra Felipe IV.
Diego sostuvo pleitos contra su hermano Rodrigo y su sobrino, pues estos nunca le reconocieron como duque de Francavilla por estar asociado el ducado a la primogenitura. Felipe III nombró a Diego en 1616 I marqués de Alenquer (Portugal) para hacerle Grande de este reino.
Desempeñó altos cargos en la corte de los reyes de la Casa de Austria Felipe II, Felipe III y Felipe IV, culminando su carrera administrativa con el nombramiento de virrey y Capitán General de Portugal en 1616. Tuvo una juventud algo alocada y celosa de su alcurnia y privilegios nobiliarios, característica asentada entre los descendientes de la familia Mendoza, y estuvo muy vinculado a la privanza del duque de Lerma y del duque de Uceda, validos de Felipe III.  
Educado en la corte, su carrera política empezó al ser nombrado por Felipe II Capitán General de la Frontera de Zamora (1580) y después Capitán General de las Costas de Andalucía (1588); fue luego veedor de Hacienda en Portugal y se fue especializando en la gestión de los asuntos de este reino entre 1605 y 1622; desempeñó el cargo de virrey de Portugal entre 1615 y 1622, año este último en que fue destituido por el conde duque de Olivares. Estuvo diez años a la cabeza del Consejo de Portugal y fue virrey incluso tras la caída de Lerma, y durante su gestión preparó las Cortes portuguesas de 1619, representó al rey Felipe IV en Lisboa en 1621 y asumió la jefatura de los ejércitos de Felipe IV en Portugal ante la nueva guerra con los neerlandeses. Como sólo los naturales de Portugal podían ejercer cargos en este reino, Diego se naturalizó portugués reclamando la herencia portuguesa de su padre Ruy Gómez de Silva, pero los portugueses no terminaron de aceptar esta naturalización y su administración fue muy criticada por considerarse castellanista y seguidora tan sólo de los dictados de Madrid. La verdad es que defendió los intereses de Portugal y le sucedió una junta de tres miembros cuyo gobierno ha sido juzgado por los historiadores como bastante peor que el suyo.
Gracias a su amigo y benefactor el duque de Lerma, valido de Felipe III, Salinas llegó a dominar la política castellano-portuguesa del primer tercio del siglo XVII, siendo primero presidente del Consejo de Portugal (1605-1616) y luego virrey y capitán general de Portugal (1617-1622). Junto con Lerma diseñó un plan radical para cimentar las relaciones luso-hispanas y crear una verdadera unión de las dos Coronas. Su virreinato en Lisboa no estuvo exento de problemas, roces con los oficiales locales y diferencias con sus colegas en Madrid, y sufrió indudablemente con la caída del poder de Lerma, pero el veredicto final no fue totalmente negativo para Salinas. De vuelta a Madrid en el verano de 1622, Diego de Silva y Mendoza intentó volver a la política castellana ahora dominada por el conde-duque de Olivares. Como uno de los pocos supervivientes del régimen de Lerma, Salinas resultó imprescindible para el nuevo valido por sus profundos conocimientos sobre Portugal, y fue utilizado de vez en cuando como consejero en asuntos lusos y en otras materias. Al contrario del resto de las hechuras de Lerma, Salinas no acabó su vida degollado o encarcelado o desterrado, sino que murió tranquilamente en su palacio madrileño de Buenavista.
Como poeta figura entre los grandes del siglo XVII, si bien sus contemporáneos le reprocharon una excesiva sutileza conceptista, sus conceptos que se quiebran de delgados. Eso lo percibió bien su contemporáneo, el gran poeta también Juan de Tassis y Peralta, II conde de Villamediana: "El Alenquer: pendencia de borrachos: sí es, no es... pero delgadeces". Poseía una fina sensibilidad lírica, apreciada por uno de sus mejores estudiosos y editores del siglo XX, el poeta Luis Rosales. Por otra parte, escribió algunas obras históricas.
Recientemente, el hispanista Trevor J. Dadson ha localizado un manuscrito inédito con originales autógrafos y copias de 201 poemas, de ellos 172 seguros o muy probables y la gran mayoría —más del 90 %— completamente desconocidos para los estudiosos de la poesía del Siglo de Oro español.